# Lancaster Hill
Der Lancaster Hill ist ein etwa 600 m hoher Hügel an der Graham-Küste des Grahamlands im Norden der Antarktischen Halbinsel. Er ragt an der Südseite der Mündung des Trooz-Gletschers in die Collins Bay auf.
Eine erste Vermessung des Hügels nahmen Teilnehmer der Fünften Französischen Antarktisexpedition (1908–1910) unter der Leitung des Polarforschers Jean-Baptiste Charcot vor. Das UK Antarctic Place-Names Committee benannte ihn 1959 nach dem englischen Seefahrer James Lancaster (1554–1618), der 1601 als Erster Schiffsmannschaften den regelmäßigen Konsum von Fruchtsaft zur Vermeidung des Skorbut verordnet hatte.